# André Lenz
André Lenz (født 19. november 1973 i Mülheim an der Ruhr, Vesttyskland) er en tysk tidligere fodboldspiller (målmand).
Lenz spillede hele sin karriere i hjemlandet, hvor han repræsenterede blandt andet Alemannia Aachen, Energie Cottbus og VfL Wolfsburg. Med sidstnævnte var han med til at vinde det tyske mesterskab i 2009.

## Titler
Bundesligaen
- 2009 med VfL Wolfsburg